# Catasticta
Catasticta es un género  de mariposas de la familia Pieridae. La especie tipo por designación original es Euterpe nimbice Boisduval, 1836.
Se han descrito al menos 96 species válidas en el Neotrópico, y se han identificado al menos tres especies adicionales por describir.

## Taxonomía
Previo a la descripción del género por parte de Butler en 1870 se conocían unas 27 especies asignadas originalmente a los géneros Euterpe, Papilio o Delias. La primera fue descritas en el siglo XVIII por Fabricius, pero las contribuciones más importantes fueron las de Doubleday, Lucas y C. Felder & R. Felder.
Butler erigió y describió el género para incluir a "C. nymbice, semiramis, bithys, sebennica and allies". Posteriormente él llegaría a publicar más de 20 nombres específicos y subespecíficos asignados a este género. Klots amplió la caracterización del género incluyendo la descripción de los genitales masculinos, y discutiendo su relación con otros géneros que consideró cercanos. A principios del siglo XX, Brown, Röber y Rosenberg aportaron una gran cantidad de descripciones de nuevos taxones, pero muchos de los nombres aportados son ahora considerados sinónimos de especies o subespecies reconocidas.
Reissinger propuso una clasificación del género en subgéneros y grupos de especies, y posteriormente Eitschberger & T. Racheli  ofrecen una versión revisada y actualizada de este trabajo y proponen separar Catasticta en tres subgéneros. Sin embargo estos esfuerzos son considerados inadecuados desde el punto de vista taxonómico debido al superficial tratamiento de caracteres diagnósticos y la pobre descripción de los grupos propuestos,. Recientemente Lamas y Bollino han publicado la mayoría de las descripciones de nuevas especies y subespecies de las décadas de 1990 y 2000.

## Sistemática y evolución
El género Catasticta forma parte de un clado monofilético junto con los géneros neotropicales Melete, Pereute, Leodonta, Archonias, Charonias y los géneros neárticos Neophasia y Eucheira. Este grupo de especies está asociado cercanamente al grupo Delias (regiones de Australasia y Oriental) y Aporia (región paleártica), dentro de la subtribu Aporiina.
Las subdivisiones propuestas para el género Catasticta han sido sometidas recientemente a pruebas filogenéticas, y los resultados sugieren que el género no es monofilético, a menos que se excluya una especie (C. cerberus) y se incluya el género Archonias como un sinónimo.

## Distribución
El género Catasticta está distribuido entre México y Brasil, con mayor diversidad en los bosques nubosos de los Andes orientales, entre Colombia, Ecuador y Perú.

## Especies
- Subgénero Catasticta Butler, 1870
  - Grupo flisa
    - Catasticta bithys (Hübner, 1831)
    - Catasticta flisa (Herrich-Schäffer, 1858)
    - Catasticta huebneri Lathy & Rosenberg, 1912
    - Catasticta nimbice (Boisduval, 1836)
    - Catasticta theresa Butler & Druce, 1874

  - Grupo sisamnus
    - Catasticta hegemon Godman & Salvin, 1889
    - Catasticta lisa Baumann & Reissinger, 1969
    - Catasticta prioneris (Hopffer, 1874)
    - Catasticta sisamnus (Fabricius, 1793)  Catasticta sisamnus

  - Grupo notha

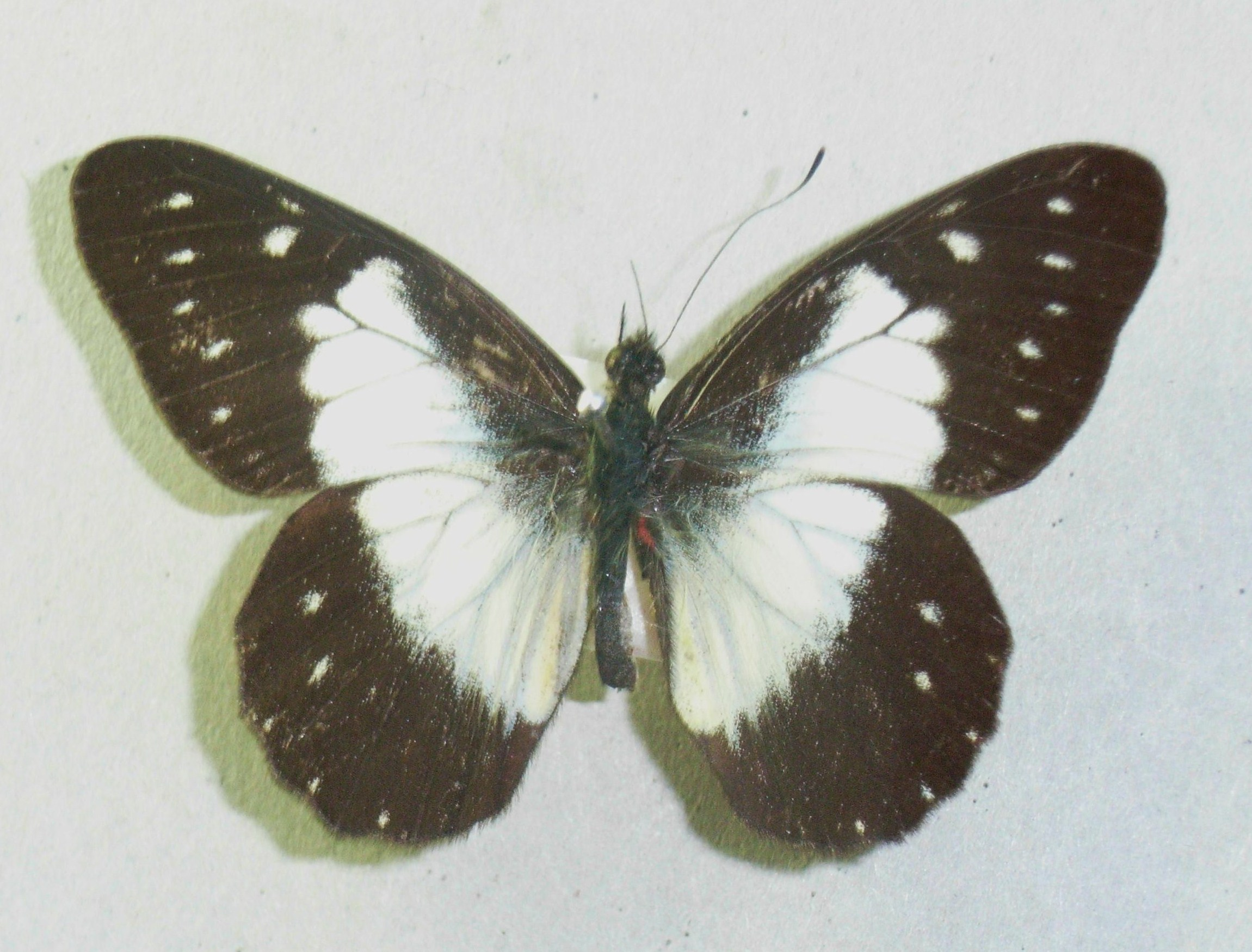
Catasticta sisamnus

    - Catasticta corcyra (Felder, C & R Felder, 1859)
    - Catasticta eurigania (Hewitson, 1870) Catasticta eurigana

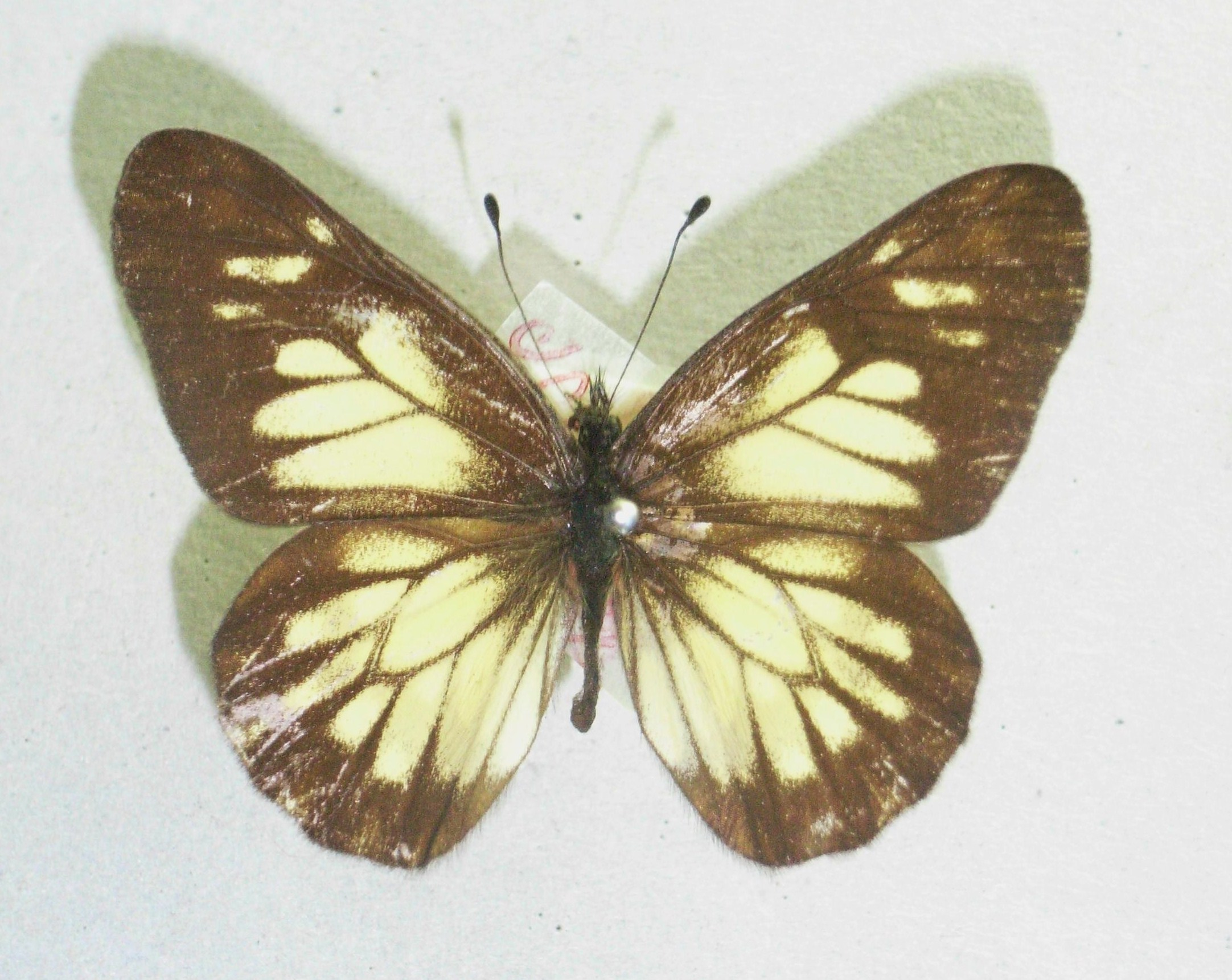
Catasticta eurigana

    - Catasticta notha (Doubleday, 1847)
    - Catasticta pieris (Hopffer, 1874)
- Subgénero Archonoia Reissinger, 1972
  - Grupo ctemene
    - Catasticta ctemene (Hewitson, 1869)
    - Catasticta hebra (Lucas, 1852)

  - Grupo teutamis
    - Catasticta pharnakia (Fruhstorfer, 1907)
    - Catasticta teutamis (Hewitson, 1860)

  - Grupo grisea
    - Catasticta grisea Joicey & Rosenberg, 1915
    - Catasticta huancabambensis Joicey & Rosenberg, 1915
    - Catasticta pluvius Tessmann, 1928
    - Catasticta potameoides Reissinger, 1972
    - Catasticta sella Eitschberger & Racheli, 1998

  - Grupo colla
    - Catasticta chelidonis (Hopffer, 1874)
    - Catasticta colla (Doubleday, 1847)
    - Catasticta ludovici Eitschberger & Racheli, 1998
- Subgénero Catasticta
  - Grupo susiana Catasticta susiana

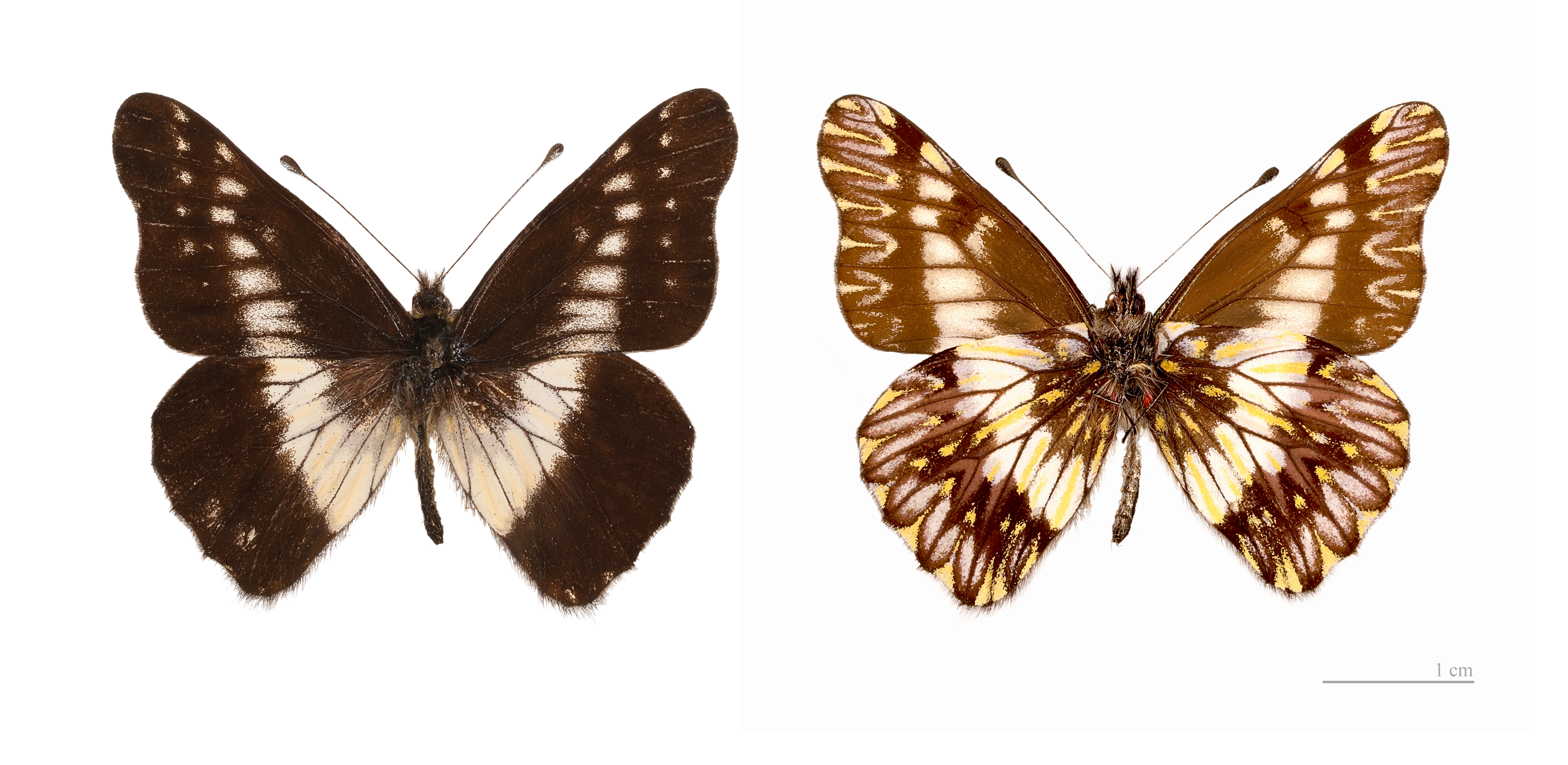
Catasticta susiana

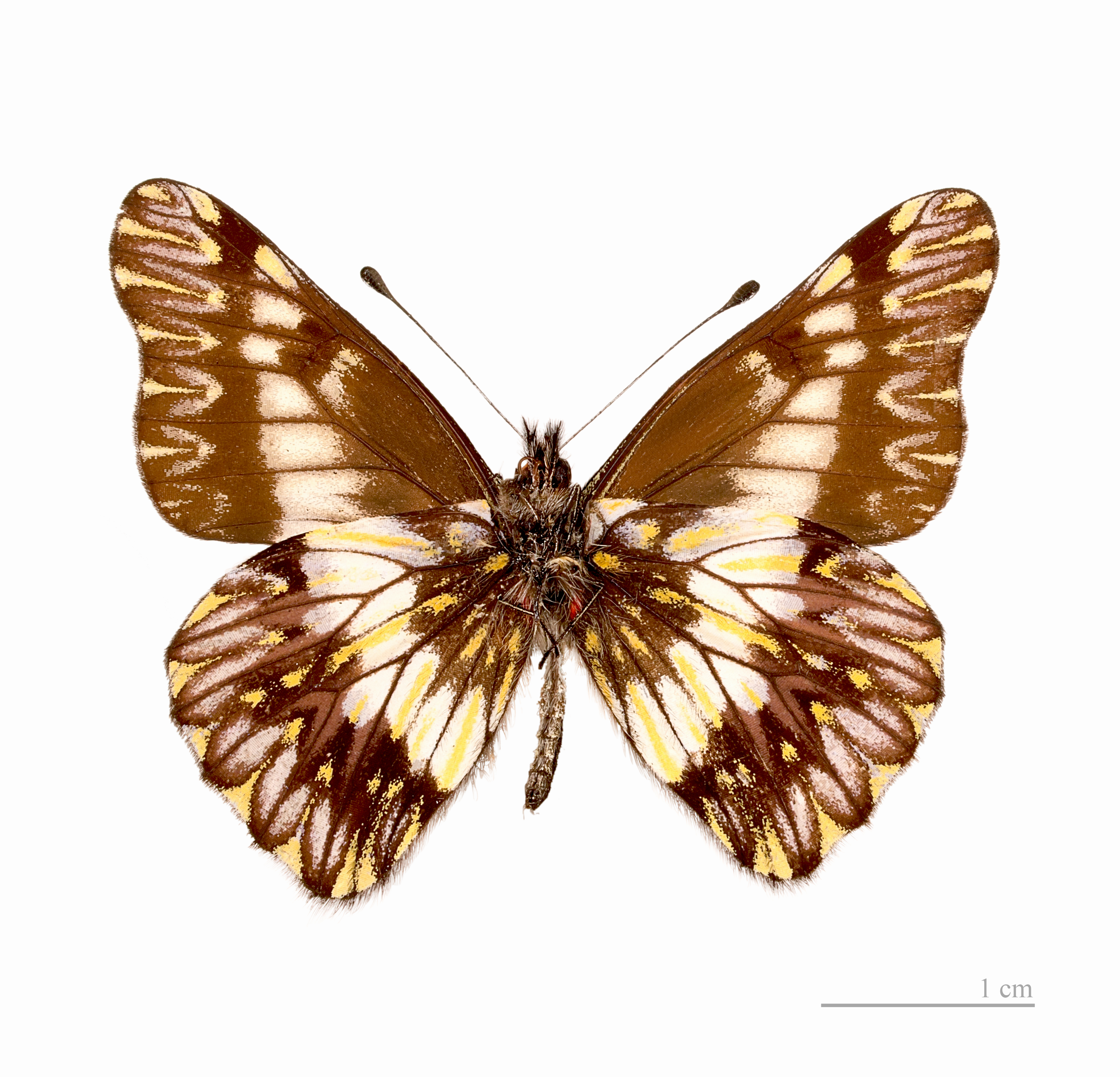
Catasticta susiana, ventral

- -     - Catasticta collina Brown, F, 1939
    - Catasticta sinapina Butler, 1896
    - Catasticta pillcopata (Bollino, 2008)
    - Catasticta radiata (Kollar, 1850)
    - Catasticta reducta Butler, 1896
    - Catasticta susiana (Hopffer, 1874)
    - Catasticta scaeva Röber, 1909

  - Grupo philone
    - Catasticta anaitis (Hewitson, 1869)
    - Catasticta discalba Brown, F & Gabriel, 1939
    - Catasticta distincta Lathy & Rosenberg, 1912
    - Catasticta frontina Brown, F & Gabriel, 1939
    - Catasticta leucophaea Lathy & Rosenberg, 1912
    - Catasticta nimbata Joicey & Talbot, 1918
    - Catasticta philone (Felder, C & R Felder, 1865)
    - Catasticta pyrczi Bollino, 2008
    - Catasticta smithia Brown, F & Gabriel, 1939
    - Catasticta suadela (Hopffer, 1874)
    - Catasticta suasa Röber, 1908

  - Grupo aureomaculata
    - Catasticta aureomaculata Lathy & Rosenberg, 1912
    - Catasticta ferra Brown, F & Gabriel, 1939
    - Catasticta modesta (Lucas, 1852)
    - Catasticta philais (Felder, C & R Felder, 1865)
    - Catasticta philothea (Felder, C & R Felder, 1865)
    - Catasticta rileya Brown, F & Gabriel, 1939
    - Catasticta tamsa Brown, F & Gabriel, 1939

  - Grupo manco
    - Catasticta fulva Joicey & Rosenberg, 1915
    - Catasticta incerta (Dognin, 1888)
    - Catasticta lanceolata Lathy & Rosenberg, 1912
    - Catasticta lycurgus Godman & Salvin, 1880
    - Catasticta manco (Doubleday, 1848)
    - Catasticta philoscia (Felder, C & R Felder, 1861)
    - Catasticta pinava (Doubleday, 1847)
    - Catasticta scurra Röber, 1924

  - Grupo troezene
    - Catasticta affinis Röber, 1909
    - Catasticta gelba Brown, F & Gabriel, 1939
    - Catasticta giga Brown, F & Gabriel, 1939
    - Catasticta philodora Brown, F, 1939
    - Catasticta seitzi Lathy & Rosenberg, 1912
    - Catasticta troezene (Felder, C & R Felder, 1865)
    - Catasticta watkinsi Lathy & Rosenberg, 1912
- Subgénero Hesperochoia Reissinger, 1972
  - Grupo poujadei
    - Catasticta eximia Röber, 1909
    - Catasticta poujadei (Dognin, 1887)
    - Catasticta revancha Rey & Pyrcz, 1996

  - Grupo chrysolopha
    - Catasticta atahuallpa (Eitschberger & Racheli, 1998)
    - Catasticta chrysolopha (Kollar, 1850)
    - Catasticta cora (Lucas, 1852)
    - Catasticta similis Lathy & Rosenberg, 1912
    - Catasticta superba Lathy & Rosenberg, 1912
    - Catasticta truncata Lathy & Rosenberg, 1912

  - Grupo toca
    - Catasticta apaturina Butler, 1901
    - Catasticta tamina Röber, 1909
    - Catasticta thomasorum Jasinski, 1998
    - Catasticta toca (Doubleday, 1847)
    - Catasticta tomyris (Felder, C & R Felder, 1865)

  - Grupo teutila
    - Catasticta duida Brown, F, 1932
    - Catasticta teutila (Doubleday, 1847)
- Subgénero Leodontoia Reissinger, 1972
  - Grupo cerberus
    - Catasticta cerberus Godman & Salvin, 1889

  - Grupo amastris
    - Catasticta abiseo Lamas & Bollino, 2004
    - Catasticta amastris (Hewitson, 1874)
    - Catasticta marcapita Röber, 1909
    - Catasticta paucartambo (Eitschberger & Racheli, 1998)
    - Catasticta semiramis (Lucas, 1852)
    - Catasticta socorrensis Fassl, 1915
    - Catasticta striata (Eitschberger & Racheli, 1998)
    - Catasticta vilcabamba Lamas & Bollino, 2004

  - Grupo cinerea
    - Catasticta cinerea Butler, 1897
    - Catasticta coerulescens Eitschberger & Racheli, 1998
    - Catasticta rochereaui Le Cerf, 1924

  - Grupo albofasciata
    - Catasticta albofasciata Lathy & Rosenberg, 1912
    - Catasticta tricolor Butler, 1897
    - Catasticta uricoecheae (Felder, C & R Felder, 1861)
    - Catasticta vulnerata Butler, 1897

  - Grupo rosea
    - Catasticta arborardens Reissinger, 1972
    - Catasticta rosea Joicey & Rosenberg, 1915

  - Otras especies
    - Catasticta nimbice nimbice
    - Catasticta flisa flisa
    - Catasticta teutila flavifaciata
    - Catasticta teutila teutila

## Plantas hospederas
Las especies del género Catasticta se alimentan de plantas de las familias Brassicaceae, Loranthaceae, Santalaceae. Las plantas hospederas reportadas incluyen los géneros Cardamine, Tripodanthus, Phoradendron, Antidaphne, Dendrophthora, Struthanthus.